# NGC 7658
NGC 7658 é uma galáxia lenticular na direção da constelação de Grus. O objeto foi descoberto pelo astrônomo John Herschel em 1834, usando um telescópio refletor com abertura de 18,7 polegadas (0,47 m). Devido a sua moderada magnitude aparente (+14,3), é visível apenas com telescópios amadores ou com equipamentos superiores.